# ᄙ
ᄙ은 현대 한글에서 쓰이지 않는 옛한글 자모이다.
1939년 한글학자 장지영이 저술한 중국어 회화 교재 《중국어회화전서》에서는 현대 중국어의 설첨음 [l]의 발음을 표기하기 위하여 사용되었다.
| “ | (注意) 中國語에는 우리의 ㄹ音(半舌音)과 같은 音이 無하고 ㄹ의 硬音 卽ᄙ(全舌音)뿐이니 拉ᄙᅡ 撈ᄙᅶ 羅ᄙᅯ 李ᄙᅵ의 類라. | ” |

1948년 제정된 외래어 표기법인 들온말 적는 법에서는 치경 설측음 [l]의 발음을 표기하는 데에 쓰였다.

## 기타
- 한적입력기에서는 ᄙ을 종성으로 치면 일부 글자가 종성 ㄾ로 나타나는 버그가 있다.(예: 브ᄙ → 븙)

그 이유는 ᄙ가 초성에서만 쓰였기 때문이다.